# Unión Villa Nueva
Unión Villa Nueva är en ort i Mexiko.   Den ligger i kommunen Siltepec och delstaten Chiapas, i den sydöstra delen av landet, 800 km sydost om huvudstaden Mexico City. Unión Villa Nueva ligger 1 441 meter över havet och antalet invånare är 288.
Terrängen runt Unión Villa Nueva är bergig söderut, men norrut är den kuperad. Unión Villa Nueva ligger nere i en dal. Runt Unión Villa Nueva är det ganska tätbefolkat, med 83 invånare per kvadratkilometer. Närmaste större samhälle är El Porvenir de Velasco Suárez, 18,5 km öster om Unión Villa Nueva. I omgivningarna runt Unión Villa Nueva växer i huvudsak städsegrön lövskog.